# Osornophryne cofanorum
Osornophryne cofanorum es una especie de anfibio anuro de la familia Bufonidae.

## Distribución geográfica
Esta especie es endémica de Ecuador. Se encuentra en la provincia de Sucumbíos entre los 2600 a 2800 m sobre el nivel del mar en la Cordillera Oriental.

## Descripción
Los machos miden de 16 a 18 mm y las hembras de 22 a 34 mm.

## Etimología
El nombre de la especie le fue dado en referencia al pueblo Cofán.

## Publicación original
- Mueses-Cisneros, Yanez-Munoz & Guayasamin, 2010: Una nueva especie de sapo del género Osornophryne (Anura: Bufonidae) de las estribaciones amazónicas de los Andes de Ecuador. Papéis Avulsos de Zoologia (São Paulo), vol. 50, n.º 17, p. 269-279[4]